# ムハル・リチャード・エイブラムス

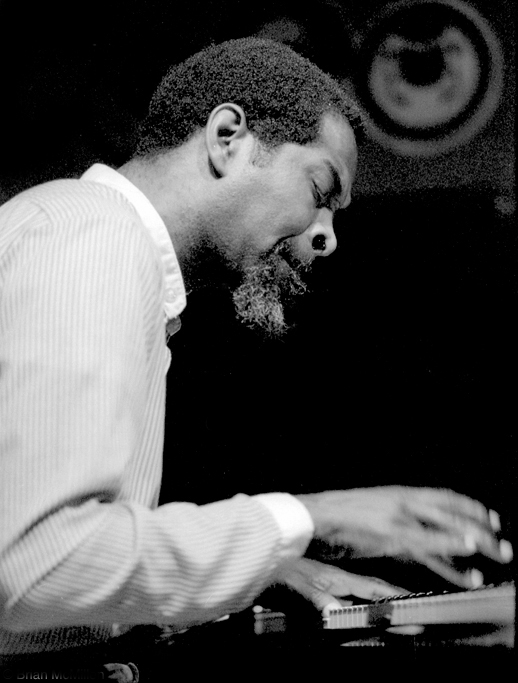
ムハル・リチャード・エイブラムス（1979年）

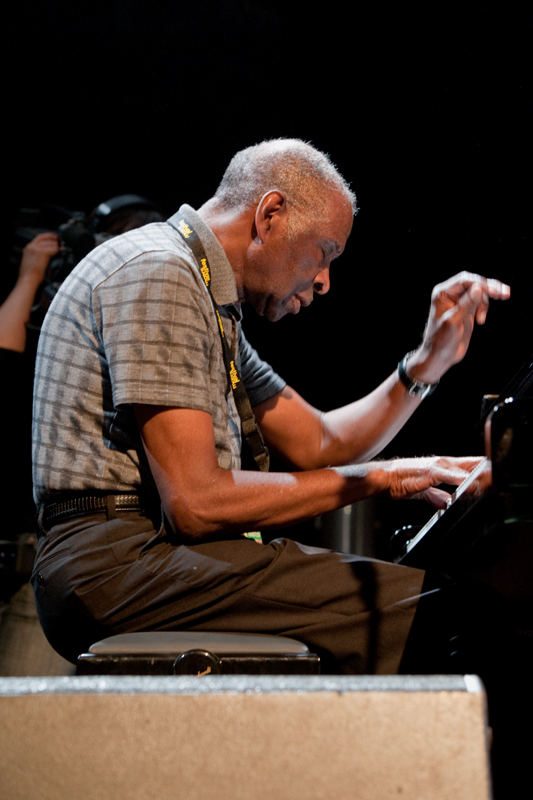
ムハル・リチャード・エイブラムス（2009年）

ムハル・リチャード・エイブラムス（Muhal Richard Abrams、1930年9月19日 - 2017年10月29日）は、アメリカ合衆国の作曲家、編曲家、クラリネット奏者、ジャズ・ピアニスト。シカゴ生まれ。モダン・クリエイティブ（Modern Creative）、フリー・ジャズを専門とする。
Association for the Advancement of Creative Musicians（AACM）の発足メンバーの一人にして初代会長を務めた。早期から多くの音楽家と共演し、会長に着任した時期には重要な諸録音をリリースするなど、有力な音楽家として活躍した。彼が作曲した弦楽四重奏曲第2番はクロノス・カルテットによって演奏されている。
これまでに彼の名義による幅広い録音を残し、それらの多くはブラック・セイント・レーベル（Black Saint/Soul Note）から発売された。また、アンソニー・ブラクストン（Anthony Braxton）、マリオン・ブラウン（Marion Brown）、チコ・フリーマンをはじめとする多くの音楽家との共演による録音も残した。

## ディスコグラフィ

### リーダー・アルバム
- 『レヴェルス・アンド・ディグリーズ・オブ・ライト』 - Levels and Degrees of Light (1967年、Delmark)
- 『ヤング・アット・ハート』 - Young at Heart/Wise in Time (1969年、Delmark)
- Things to Come from Those Now Gone (1972年、Delmark)
- 『アフリソング』 - Afrisong (1975年、India Navigation/Whynot)
- 『サイトソング』 - Sightsong (1975年、Black Saint) ※with マラカイ・フェイヴァース (ベース)
- 1-OQA+19 (1977年、Black Saint)
- Lifea Blinec (1978年、Novus)
- Spihumonesty (1978年、Black Saint)
- Spiral Live at Montreux 1978 (1978年、Novus)
- Mama and Daddy (1980年、Black Saint)
- Duet (1981年、Black Saint) ※デュオ with アミナ・クローディン・マイアーズ (ピアノ)
- Blues Forever (1981年、Black Saint)
- Rejoicing with the Light (1983年、Black Saint)
- View from Within (1984年、Black Saint)
- Roots of Blue (1986年、RPR) ※デュオ with セシル・マクビー (ベース)
- Colors in Thirty-Third (1986年、Black Saint)
- The Hearinga Suite (1989年、Black Saint)
- Blu Blu Blu (1990年、Black Saint)
- Family Talk (1993年、Black Saint)
- Think All, Focus One (1994年、Black Saint)
- Song for All (1995年、Black Saint)
- One Line, Two Views (1995年、New World)
- The Open Air Meeting (1996年、New World) ※デュオ with マーティー・アーリック
- Vision Towards Essence (1998年、Pi)
- The Visibility of Thought (2000年、Chesky)
- Streaming (2005年、Pi)
- Spectrum (2010年、Mutable)

### 参加アルバム
アート・アンサンブル・オブ・シカゴ
- Fanfare for the Warriors (1974年、Atlantic)
- Kabalaba (1978年、AECO)

バリー・アルトシュル
- You Can't Name Your Own Tune (1977年)

ハミエット・ブルイエット
- Saying Something for All (1998年)

アンソニー・ブラクストン
- Three Compositions of New Jazz (1968年)
- Creative Orchestra Music 1976 (1976年、Arista)
- Duets 1976 (1976年、Arista)
- Quintet (Basel) 1977 (2000年、hatOLOGY)

マリオン・ブラウン
- Sweet Earth Flying (1974年、Impulse!)

クリエイティヴ・コンストラクション・カンパニー
- Creative Construction Company (1975年、Muse)
- Creative Construction Company Vol. II (1976年、Muse)

ジャック・ディジョネット
- Made in Chicago (2015年、ECM)

ケニー・ドーハム
- Kenny Dorham Sextet (1970年)

マーティー・アーリック
- Emergency Peace (1990年)

チコ・フリーマン
- Morning Prayer (1976年)
- Chico (1977年)
- Freeman & Freeman (1981年)

エディ・ハリス
- Instant Death (1971年、Atlantic)
- Eddie Harris Sings the Blues (1972年、Atlantic)
- Excursions (1973年、Atlantic)
- That Is Why You're Overweight (1975年、Atlantic)

ジョセフ・ジャーマン
- As If It Were the Seasons (1968年)

リロイ・ジェンキンス
- Lifelong Ambitions (1977年、Black Saint)

クリフォード・ジョーダン
- Inward Fire (1978年、Muse)

ロビン・ケニヤッタ
- Beggars and Stealers (1977年)

ジョージ・ルイス
- Shadowgraph 5 (1977年)

ロスコー・ミッチェル
- Nonaah (1967年)
- Roscoe Mitchell Quartet (1975年)
- Duets and Solos (1990年)

ウォルター・パーキンス・MJT+3
- Daddy-O Presents MJT+3 (1957年)

ウディ・ショウ
- 『ジ・アイアン・メン』 - The Iron Men (1980年、Muse)